# West Barnstable
West Barnstable est un village balnéaire situé au nord-ouest de la ville de Barnstable, dans le Massachusetts.
Autrefois consacrée aux activités agricoles, West Barnstable est désormais principalement résidentielle.